# Our Lady of Victory Church (Valletta)

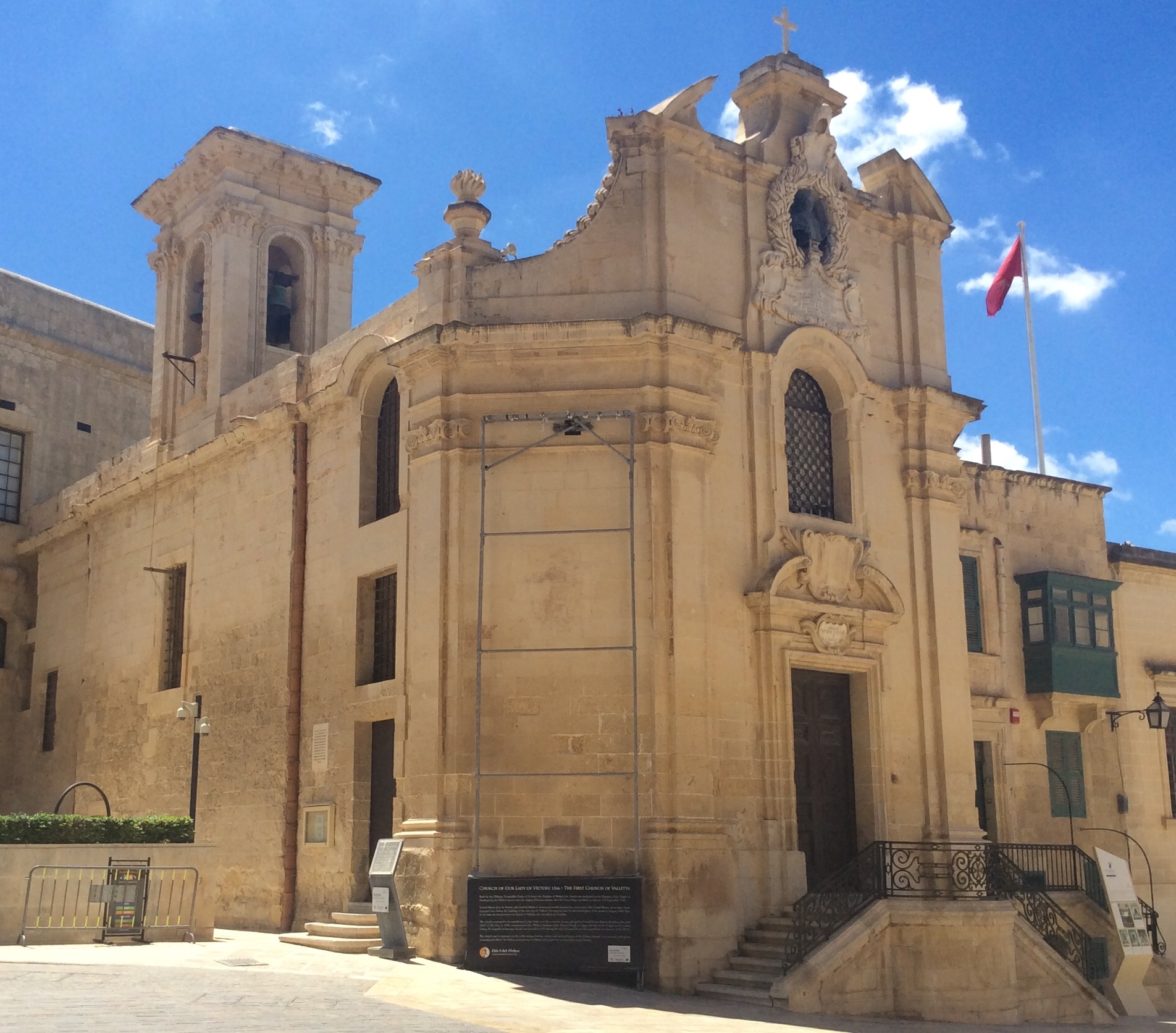
Our Lady of Victory Church in Valletta

Die römisch-katholische Our Lady of Victory Church (Maria-vom-Siege-Kirche; maltesisch Knisja tal-Vittorja, englisch Our Lady of Victory Church) in Valletta, der Hauptstadt Maltas, war das erste Gebäude, das vom Malteserorden nach der Gründung Vallettas erbaut wurde. Sie erinnert ferner an den Sieg des Ordens bei der Belagerung von Malta 1565. Das Gebäude ist im National Inventory of Cultural Property of the Maltese Islands unter der Nummer 35 verzeichnet und hat mit Grade 1 den höchsten Denkmalschutzstatus in Malta.
Die Kirche liegt am Triq il-Vittorja in Valletta. Sie ist teilweise in das Festungsbauwerk des St James Cavalier integriert.

## Geschichte
Die Kirche wurde an jenem Ort erbaut, an dem am 28. März 1566 der Grundstein für die von den Maltesern neu errichtete Festung Valletta gelegt wurde. Ihr Bau geht auf das Jahr 1567 zurück, sie ersetzte eine zuvor an demselben Ort stehende Kapelle. Errichtet wurde sie als Konventskirche des Malteserordens, sie war bis zum Bau der St. John’s Co-Cathedral auch die ursprüngliche Begräbnisstätte des Großmeisters Jean de la Valette. 1617 wurde sie Pfarrkirche des Ordens für Valletta.
Im 18. Jahrhundert wurde die Kirche unter dem Großmeister Ramon Perellos y Roccaful umgebaut, dabei wurde die Büste Papst Innozenz XI. an der Fassade angebracht und im Inneren die Bemalung des Tonnengewölbes geschaffen. Eine weitere Vergrößerung erfolgte 1752, dabei wurden der Glockenturm und die Fassade errichtet, und die Sakristei sowie das Pfarrhaus wurden vergrößert. Diese Erweiterungen werden entweder Andrea Belli oder Romano Carapecchia zugeschrieben.
Nachdem die Kirche in Verfall geraten war, begann im Jahr 2000 eine umfassende Restaurierung des Bauwerks und der Gemälde unter der Leitung von Dín l-Art Ħelwa mit Unterstützung von Sponsoren aus der Wirtschaft Maltas. Die Instandsetzung des Daches und des Kirchturms konnte 2004 fertiggestellt werden.

## Ausstattung

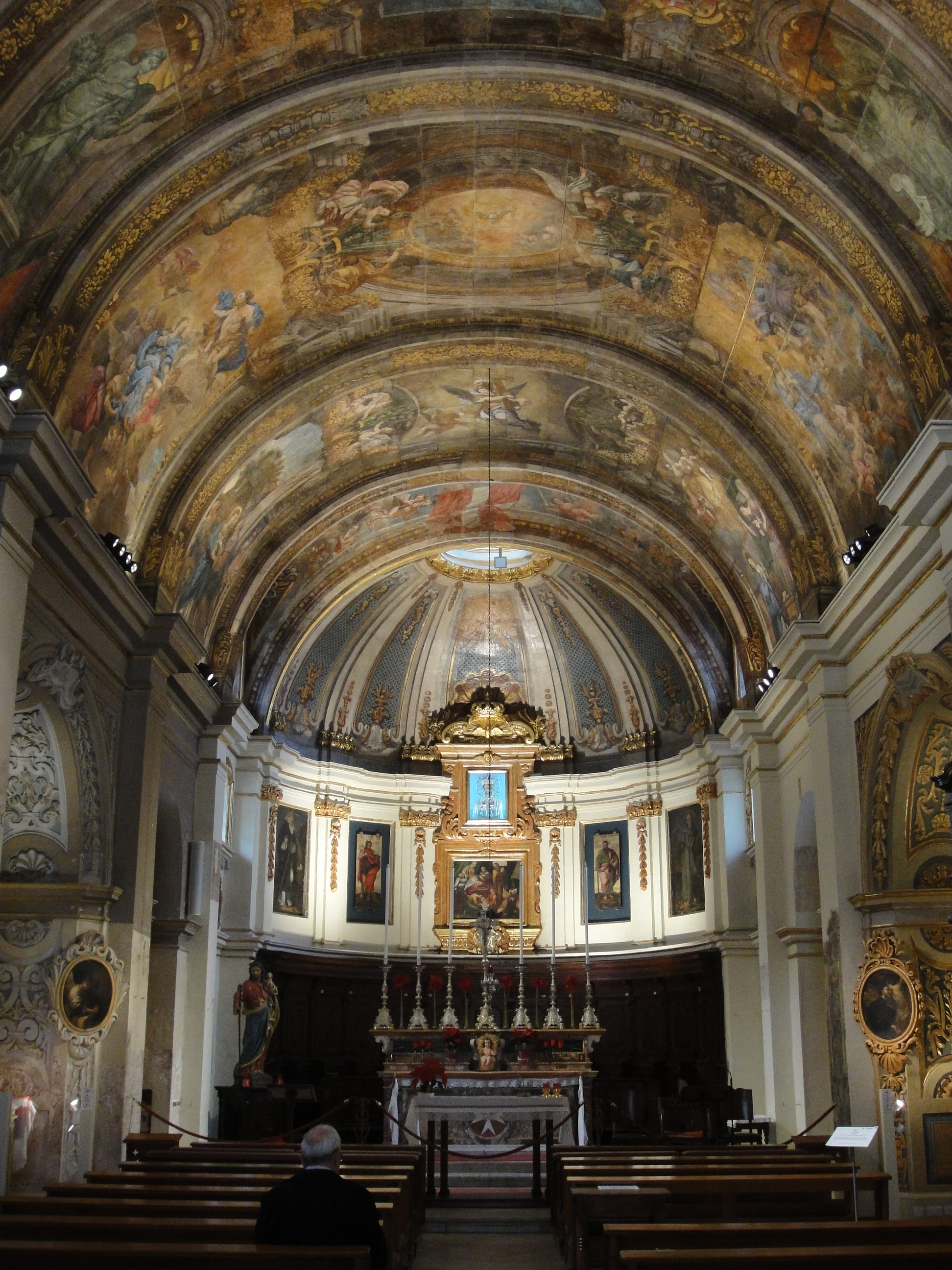
Das Innere der Kirche

Ursprünglich hatte die Kirche zwei Altäre, von denen einer Johannes dem Täufer und der andere St. Paul gewidmet war. Zwei weitere Altäre wurden im späten 18. Jahrhundert errichtet.
Die Kirche enthält einige qualitätvolle Gemälde, unter anderem vier von Francesco Zahra im Kirchenschiff und das Deckengemälde von Alessio Erardi, in denen verschiedene Episoden des Marienlebens dargestellt sind. Weitere Gemälde stammen von Ermenegildo Grech.